# John Wall Callcott

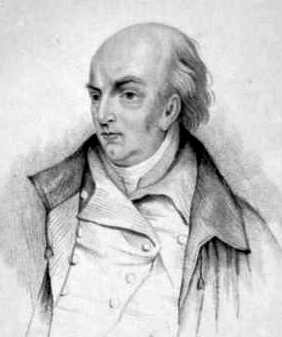
John Wall Callcott by Burnet Reading

John Wall Callcott (* 20. November 1766 in Kensington; † 15. Mai 1821 in Bristol) war ein englischer Komponist und Musiktheoretiker.

## Leben
Callcott wuchs in einer Londoner Familie auf. Sein Vater war Baumeister und er hatte einen jüngerer Bruder, August Wall Callcott (1779–1844), der später ein bekannter Maler wurde. 1778 begann Callcott mit dem Orgelunterricht bei Henry Whitney, dem Organisten der Gemeinde Kensington. Sein Vater unterstützte ihn seiner musikalischen Ausbildung, indem er ihm in ein Spinett kaufte. Callcott lernte außerdem auch Klarinette und Oboe und begann schon bald mit dem Komponieren. Ein Stück für seine ehemalige Schule ist im Jahr 1780 dokumentiert.
Bei seinen Besuchen in der Westminster Abbey und der Chapel Royal kam Callcott mit den bedeutenden Musikern Samuel Arnold, Benjamin Cooke und Thomas Sanders Dupuis in Kontakt, welche ihn in seiner weiteren Entwicklung stark beeinflussten. Auch von Joseph Haydn bekam er zeitweise Unterricht. Seine erste professionelle Tätigkeit übte Callcott dann ab 1783 als zweiter Organist an der Kirche St. George the Martyr, Holborn aus – vermutlich auf Vermittlung durch Thomas Attwood. 1798 wurde er zum Organisten der St. Paul’s Church, Covent Garden ernannt.
An der University of Oxford erhielt Callcott 1785 den Bachelor of Music. Seine Abschlusskomposition war eine Ode auf Reverend Dr. Joseph Wartons Ode to Fancy. Er gründete mehrere Musikclubs wie den Glee Club (1787 zusammen mit Arnold), die Society of Musical Graduates und die Concentores Society.
Im Weiteren wandte sich Callcott verstärkt der Musiktheorie zu, auch mit dem Ziel, eine höhere musikalische Bildung in den regulären Gemeindekirchen zu erzielen. Er beabsichtigte, ein umfassendes Practical Dictionary of Music herauszugeben, wovon er 1798 auch einen Subkriptionsplan veröffentlichte – das Werk blieb aber unvollendet.
Callcott verbrachte den Großteil seines restlichen Lebens in einer Anstalt für nervenkranke Patienten in Bristol.

## Wirken
Callcotts wohl bedeutendster Beitrag für die englische Musiklandschaft seiner Zeit sind seine sogenannten Glees: durchkomponierte, weltliche Vokalstücke für meist drei Männerstimmen, deren literarische Vorlage ernste oder komische Texte sind. Callcott erweiterte die Kompositionen teilweise in Richtung einer sozial-politischen Auseinandersetzung.